# Le avventure di Spotty
Le avventure di Spotty (The Adventures of Spot) è una serie televisiva d'animazione britannica.

## Trama
Spotty è un simpatico cagnolino che vive con la mamma, il papà e la sorellina Susie.

## Distribuzione
In Italia è stato distribuito dal 2001 in DVD dalla Cinehollywood srl
- Le avventure di Spotty - vol. 1
- Le avventure di Spotty - vol. 2
- Canta con Spotty
- Impara con Spotty - vol. 1
- Impara con Spotty - vol. 2
- Buon Natale Spotty!

## Episodi
| nº      | Titolo italiano                   |
| ------- | --------------------------------- |
| 1       | Un pacco per Spotty               |
| 2       | Spotty ha perso l'osso            |
| 3       | Una passeggiata solitaria         |
| 4       | Spotty nel bosco                  |
| 5       | La festa di compleanno            |
| 6       | Dov'è Spotty                      |
| 7       | Sogni d'oro, Spotty!              |
| 8       | Spotty va a scuola                |
| 9       | Spotty al circo                   |
| 10      | Cos'è questo profumino?           |
| 11      | Spotty e la spiaggia              |
| 12      | Una giornata di vento             |
| 13      | Spotty va al mare                 |
| 14      | Spotty alla fattoria              |
| 15      | Una giornata a casa di Steve      |
| 16      | Spotty fa una torta               |
| 17      | Spotty va al parco                |
| 18      | Di chi è questa chiave?           |
| 19      | Spotty in giardino                |
| 20      | La festa in maschera              |
| 21      | Spotty e la neve                  |
| 22      | Tutti al luna park!               |
| 23      | Il giocattolo preferito di Spotty |
| 24      | Il primo pic-nic di Spotty        |
| 25      | Spotty al parco giochi            |
| 26      | Un libro per Spotty               |
| 27      | Lo spettacolo di Spotty           |
| 28      | Spotty e la casa sull'albero      |
| 29      | La colazione                      |
| 30      | Spotty va a cavallo               |
| 31      | Il nonno                          |
| 32      | L'ombrello di Spotty              |
| 33      | La banda di Spotty                |
| 34      | Il bagnetto                       |
| 35      | Si dorme in tenda                 |
| 36      | Spotty mette in ordine            |
| 37      | Spotty aiuta la nonna             |
| 38      | La gita                           |
| 39      | Nascondino                        |
| 40      | I colori                          |
| 41      | Le forme                          |
| 42      | I contrari                        |
| 43      | Le parole                         |
| 44      | L'alfabeto inglese                |
| 45      | I mesi                            |
| 46      | I numeri                          |
| 47      | Le ore                            |
| 48 (SP) | Buon Natale Spotty!               |
| 49 (SP) | Spotty va alla festa              |